# Acumata
Acumata (Acu-Mata, Asu Mata, Asumata) ist eine osttimoresische Aldeia im Suco Acubilitoho (Verwaltungsamt Lequidoe, Gemeinde Aileu). 2015 lebten in der Aldeia 350 Menschen.

## Geographie und Einrichtungen
Die Aldeia Acumata liegt im Südosten des Sucos Acubilitoho. Westlich befindet sich die Aldeia Hautoho. Im Südwesten und Süden grenzt Acumata an den Suco Betulau, im Osten an den Suco Bereleu und im Norden an den Suco Hautoho (Verwaltungsamt Remexio). An der Ostgrenze entspringt der Pahikele. Die Südgrenze entlang fließt der Manufonihun, der später Manufonibun heißt. Die Grenze zu Hautoho wird vom Fluss Coioiai gebildet. Alle drei Flüsse gehören zum System des Nördlichen Laclós.
Durch den Norden führt eine besser ausgebaute Straße, an der das Dorf Urbadan liegt, dessen Ostteil zur Aldeia Acumata gehört. Hier befindet sich auch ein Wassertank. Die Straße führt nach Westen nach Namolesso und nach Osten nach Lebumetan in Bereleu. Eine kleine Straße führt in den Süden der Aldeia. An ihr liegt das Dorf Acumata. Neben einem Haus des Kreuzes für die Jugend (Uma Cruz Jovem) gibt es im Ort ein Wassertank.